# Hardt (Baden-Württemberg)
Hardt è un comune tedesco di 2 639 abitanti, situato nel land del Baden-Württemberg.